# Mr. Irish Bastard
Mr. Irish Bastard ist eine deutsche Irish-Folk-Punk-Band aus Münster.

## Bandgeschichte
Die Band wurde Mitte 2006 von dem Sänger Mr. Irish Bastard, dem Banjo-Spieler Gran E. Smith und der Tin-Whistle-Spielerin Lady Lily gegründet. Diese drei hatten bereits zuvor in einer Irish-Punk-lastigen Band gespielt. Hinzu stieß der Bassist Boeuf Strongenuff, mit dem The Irish Bastard ebenfalls jahrelang in einer Band gespielt hatte. Weitere Bandmitglieder waren Ron Calli und Mitch Mackes. In den ersten Jahren wechselte häufiger die Besetzung, bis sich die vier Gründungsmitglieder – verstärkt um den Schlagzeuger Ivo K’Nivo – als feste Besetzung herausbildeten. Im Studio und auf Tour wird diese Stammbesetzung durch diverse weitere Musiker, die „Travelling Bastards“ unterstützt. Dazu zählen unter anderem die Gitarristen P und Moe Leicester. Gelegentlich stehen auch noch frühere Mitglieder mit auf der Bühne. Lady Lily verließ die Band im Jahr 2017.
Nach nur zweimonatigem Bandbestehen wurde die Band von The Levellers eingeladen, im Vorprogramm ihrer Europatour zu spielen. Es folgten eine Headliner-Tour und eine Tour mit Fiddler’s Green im Herbst 2007 bis Frühjahr 2008.
Nach der Veröffentlichung ihrer ersten EP St. Mary’s School of Drinking, die die Band im Eigenvertrieb über 3000 Mal verkaufte, folgte Anfang 2008 das Debütalbum The Bastard Brotherhood, welches wie die EP auf dem eigenen Label Reedo Records veröffentlicht wurde. Mit University of Hard Knocks (2008) und Fortune & Glory (2009) folgten weitere Veröffentlichungen in Japan und China. Ein Live-Video von Last Pint wurde 2008 auf der DVD zum Tribal Area DVD-Mag #8 im SLAM alternative music magazine #37 veröffentlicht.
Im Januar 2009 gab die Band ein Fernsehkonzert beim Bielefelder Kanal 21, das auch auf DVD veröffentlicht wurde. Die Band tourte 2009 durch Deutschland und spielte auf vielen Festivals, unter anderem das Open Flair, Vainstream Rockfest und das Serengeti. Neben China-Touren 2009, 2017 und 2019 gab es im März 2010 eine Tour durch Japan. Des Weiteren hatte die Band Auftritte in Italien, Tschechien, Taiwan, Polen, Österreich, Schweden, der Schweiz, Frankreich, Belgien, der Ukraine, den Niederlanden und England. Im Juli 2010 spielten sie als Vorgruppe von The Pogues in Münster.
2010 erschien auf dem Band-eigenen Label Reedo Records das zweite Album für den deutschen Markt, A Fistful of Dirt. Des Weiteren sind Mr. Irish Bastard auf den Samplern Almost St. Patrick’s Day, Almost St. Patrick’s Day, Vol. II und Rising Suns (Japan) sowie im Soundtrack des Independent-Films Townies des Bostoner Filmemachers Mike O’Dea vertreten.
2018 und 2019 waren Mr. Irish Bastard auch auf weiteren großen Festivals, wie z. B. dem Wacken Open Air, Rockharz Open Air, Summer Breeze, Reload Festival und Open Flair, mit ihrem aktuellen Album The Desire for Revenge vertreten. 
Seit ihrer Gründung spielten Mr. Irish Bastard mehr als 600 Konzerte.

## Stil
Musikalisch bewegen sich Mr. Irish Bastard sowohl auf den Spuren von The Pogues als auch jenen des klassischen Punk und des traditionellen Irish Folk. Sie greifen gelegentlich aber auch andere Musikrichtungen wie zum Beispiel Ska auf. Zum Repertoire zählen darüber hinaus Coverversionen bekannter Songs wie Temple of Love von The Sisters of Mercy, Livin’ la Vida Loca von Ricky Martin, Why Can’t I Be You? von The Cure, You Spin Me Round von Dead or Alive oder Time After Time von Cyndi Lauper, die im Stil des Folk-Punk dargeboten werden.

## Bandmitglieder

Mr. Irish Bastard live auf dem Rockharz 2019
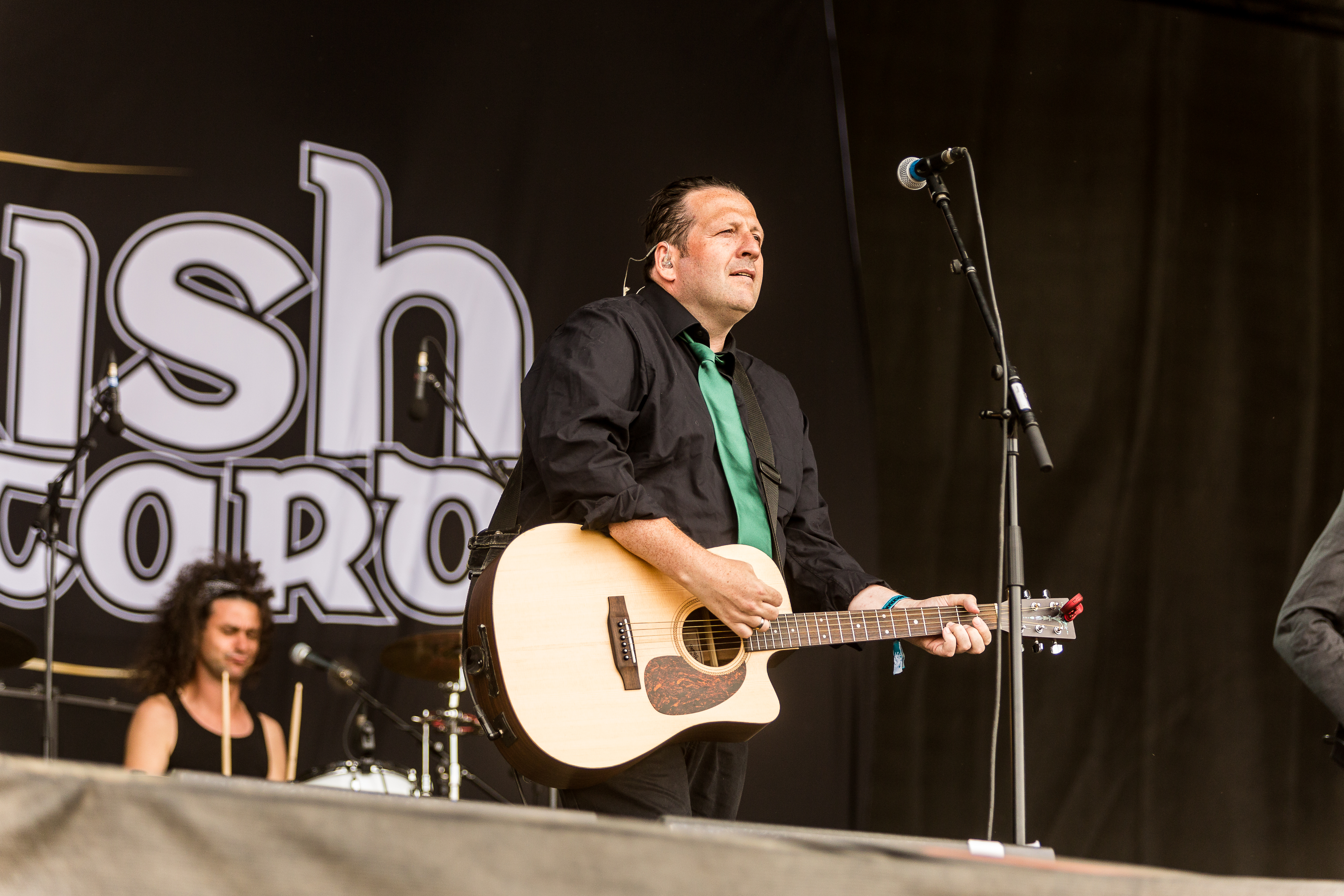
Sänger und Gitarrist Mr. Irish Bastard
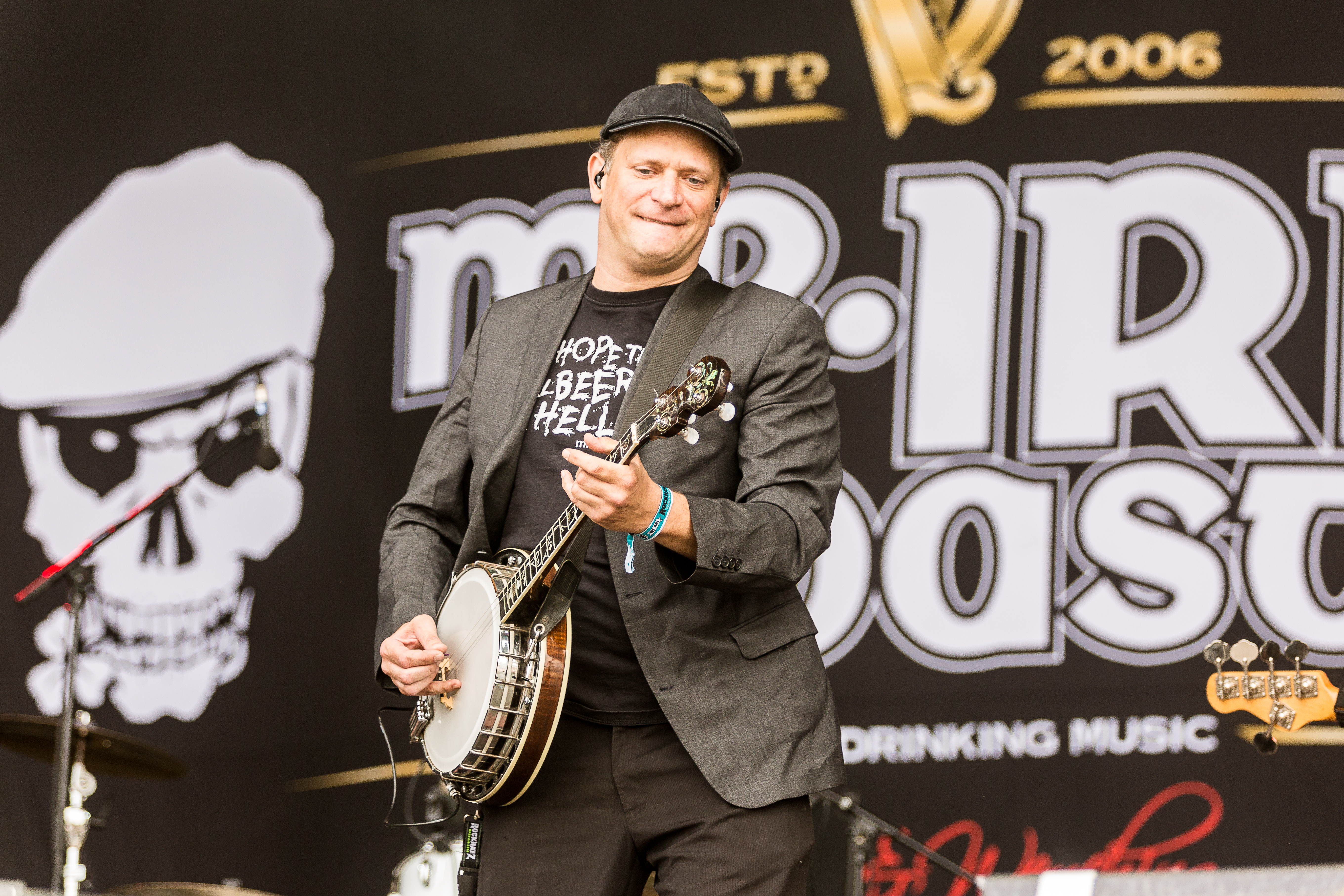
Banjospieler Gran E. Smith
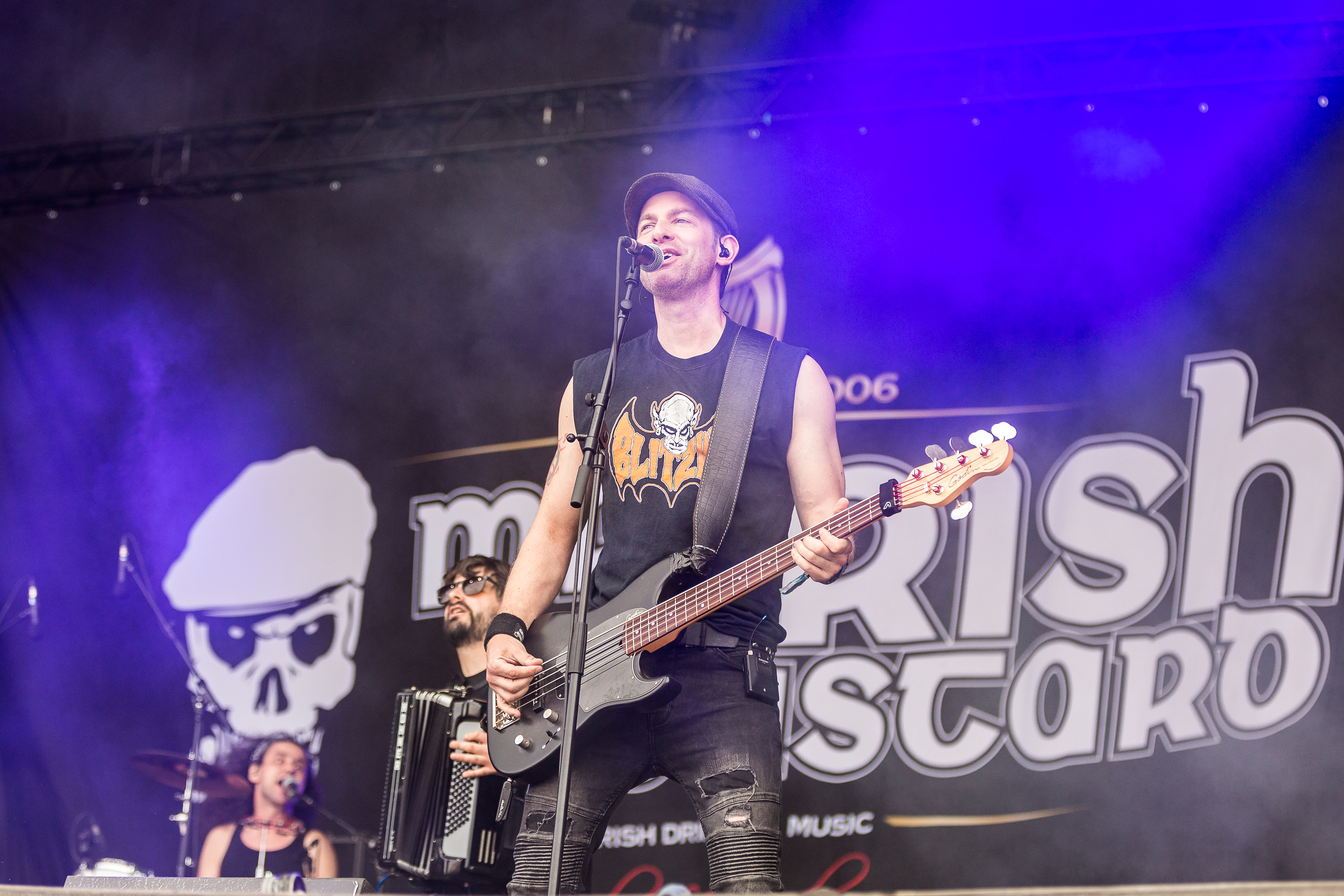
Bassist Boeuf Strongenuff
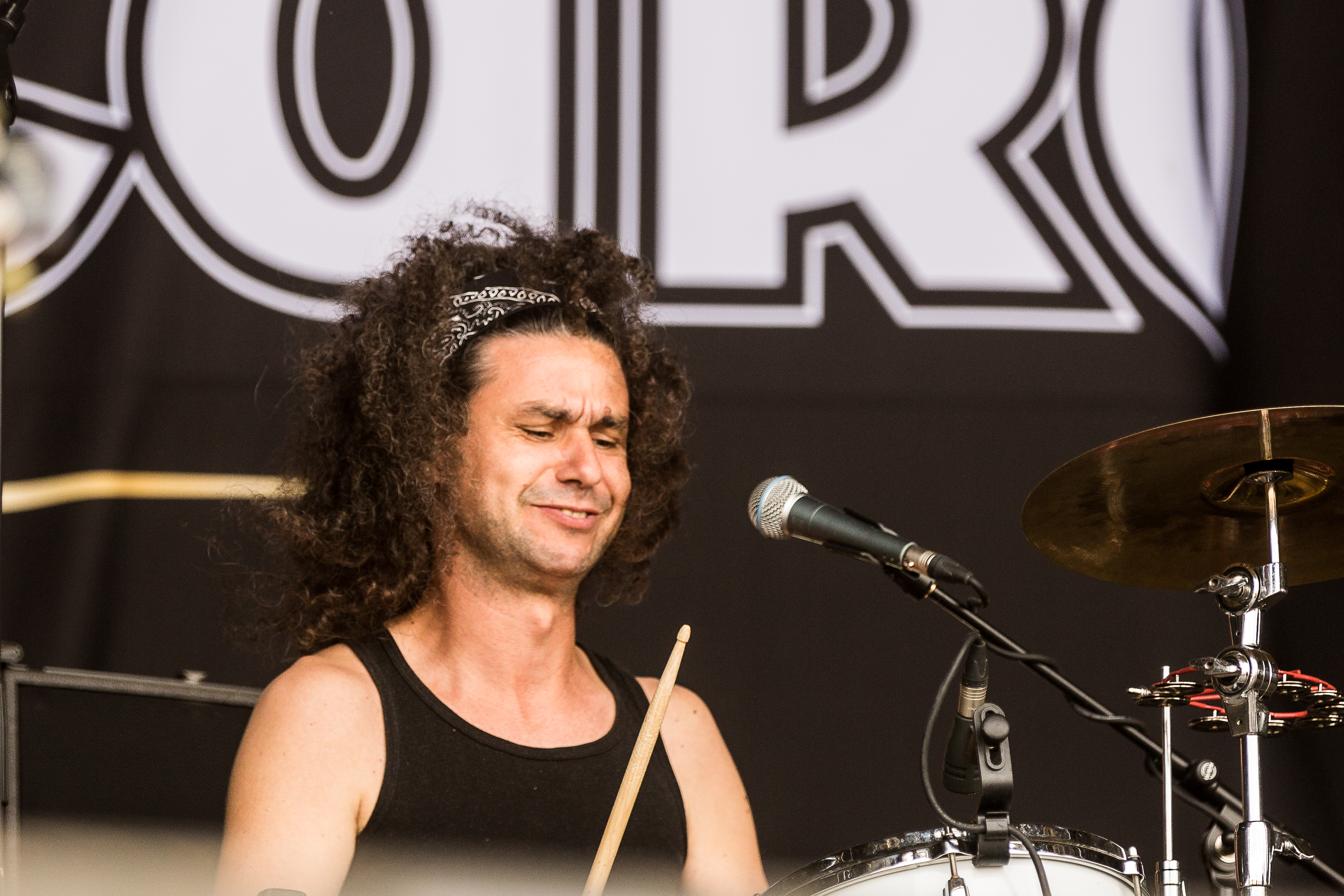
Schlagzeuger Ivo K’Nivo

## Diskografie
Studioalben
- The Bastard Brotherhood (Reedo Records/Rough Trade) – 2008
- University of Hard Knocks (Uncle Owen Records) – 2008 (Japan)
- Fortune & Glory (Proletopia Records) – 2009 (China)
- A Fistful of Dirt (Reedo Records/Rough Trade) – 2010
- Never Mind the Bastards – Here Is Mr. Irish Bollocks (Reedo Records/Rough Trade) – 2011
- The World, The Flesh & The Devil (Reedo Records/Rough Trade; Uncle Owen Records (Japan)) – 2015
- The Desire for Revenge (Reedo Records/Rough Trade; Uncle Owen Records (Japan)) – 2018
- Battle Songs of the Damned (Reedo Records/Rough Trade) – 2024

Kompilationen
- Almost St. Patrick's Day – 2007
- Ox-Sampler Vol. 76 – 2008
- Rising Suns – 2009
- Almost St. Patrick's Day Vol.2 – 2009
- Ox-Sampler Vol. 97 – 2011

EPs
- St. Mary's School of Drinking (Reedo Records/Rough Trade) – 2006

Vinyl
- St. Mary's School of Drinking (Reedo Records/Rough Trade) – 2009
- The Bastard Brotherhood (Reedo Records/Rough Trade) – 2009
- A Fistful of Dirt (Reedo Records/Rough Trade) – 2010
- I Smell the Blood (Reedo Records/Rough Trade) – 2010 7"
- Never Mind the Bastards – Here Is Mr. Irish Bollocks (Reedo Records/Rough Trade) – 2011
- A Fistful of Dirt – Picture Disc (Reedo Records/Mad Drunken Monkey) – 2012
- The World, The Flesh & The Devil (Reedo Records/Rough Trade) – 2015
- The Desire for Revenge (Reedo Records/Rough Trade) – 2018
- Battle Songs of the Damned (Reedo Records/Rough Trade) – 2024

Videoalben
- Fernsehkonzert Mr. Irish Bastard 15. Januar 2009  – 2009

Beteiligungen
- Soundtrack zu Townies (Everything must Die)
- Tribal Area DVD-Mag #8 (Last Pints)

## Auszeichnungen
Musikalische Würdigung erhielt Mr. Irish Bastard wiederholt von den Lesern des Online-Magazins Celtic-Rock.de. In der Kategorie „Band des Jahres national“ belegten sie 2007 den ersten, 2008 den zweiten, 2009 den dritten Platz. 2008 wurden außerdem das Album Bastard Brotherhood auf Platz zwei in Kategorie „Album des Jahres“ und der Song Let Go auf Platz drei in der Kategorie „Song des Jahres“ gewählt. Des Weiteren erreichte die Band 2009 den dritten Platz in der Kategorie „Bester Live Act“.